# Операција Трајна слобода — Рог Африке
Операција Трајна слобода — Рог Африке је била антитерористичка акција Сједињених Америчких Држава у региону Рога Африке. Укључивала је саветнике, снабдевање и друге облике некобатантне подршке, али највише ударе дроновима усмерене на Ал-Шабааб. Друге америчке борбене операције укључују пилотиране ваздушне нападе, ударе крстарећим ракетама и специјалне операције. Многе такве активности су у почетку надгледале Комбиновани заједнички задатак – Рог Африке пре него што је CJTF-HOA преусмерен на мисију одбране/дипломатије/развоја; друге су спроводиле јединице из Јединица за специјалне операције заједничког штаба.
Након Пада Кабула у новембру 2001, било је озбиљних брига Пентагона да исламски такфири, џихадисти и други који беже из Авганистана могу да се повуку на југ и запад, ка Арапски Полуострво и Источна Африка. Команда Централне команде САД већ је Команда Централне команде САД већ је 2002. године формирала Комбиновани заједнички задатак – Рог Африке (CJTF-HOA), као део глобалне кампање против тероризма. Циљ ових операција био је да се сузбију терористичке групе у региону, укључујући Ал-Каиду и њене филијале, као и исламске екстремистичке групе као што је Ал-Шабааб.
Поред ваздушних удара и специјалних операција, САД су обезбеђивале обуку и опрему за снаге безбедности земаља у региону као што су Сомалија, Џибути и Кенија. Такође су ангажовани у борби против пиратерије у Аденском заливу и у обалском појасу Сомалије.
Упркос бројним успесима, ова кампања је била предмет критика због жртава међу цивилима и дужине трајања без коначног решења.